# Islandpferde-Reiter- und Züchterverband
Der Islandpferde-Reiter- und Züchterverband e. V. (IPZV e. V.) ist der Dachverband aller Islandpferdevereine in Deutschland. Er wurde am 11. Oktober 1958 als „Deutscher Pony-Klub“ gegründet. Mitbegründerin und damalige Schriftführerin war die Journalistin und Autorin Ursula Bruns. Am 4. November 1968 wurde der Klub in Island-Pferde-Züchter- und Besitzervereinigung I.P.Z.V. umbenannt. Am 8. Februar 1978 erfolgte dann schließlich die bis heute gültige Umbenennung in Islandpferde-Reiter- und Züchterverband e. V. (IPZV e. V.).
Mit etwa 26.000 Mitgliedern ist es der mitgliederstärkste Verband aller europäischen und überseeischen Islandpferdeverbände.
Der IPZV e. V. Dachverband ist Gründungsmitglied der Internationalen Islandpferde-Föderation (FEIF) und ist der Deutschen Reiterlichen Vereinigung (FN) angeschlossen.
Die Vereinszeitung in den Jahren 1958 bis 1971 war die „Pony-Post“. Diese Zeitschrift war gleichzeitig Vorläufer und namentlich noch viele Jahre Bestandteil der Fachzeitschrift „Freizeit im Sattel“. Seit 1971 ist das Verbandsorgan des IPZV „Das Islandpferd“. (Zwischen 1974 und 1988 verzichtete der IPZV auf ein eigenes Verbandsorgan, „Das Islandpferd“ erschien in diesem Zeitraum nicht. Die einzige deutsche Islandpferde-Zeitschrift war damals der 1976 erstmals erschienene HESTUR). Das Islandpferd erscheint seit 1989 sechsmal im Jahr, zweimonatlich.
Der Sitz des IPZV e. V. ist Laatzen.

## Zweck und Aufgaben des Verbandes
Der IPZV bezweckt das Reiten von Islandpferden, die Pflege der Tier- und Naturliebe – unter Berücksichtigung der Belange der Umwelt – und insbesondere die Förderung und Betreuung der Jugend. Er organisiert und steuert die Ausbildung von Reiter und Pferd.
Der IPZV klärt über Haltung und Zucht von Islandpferden auf und überwacht insbesondere die Durchsetzung des Zieles der Reinzucht des Islandpferdes. Der IPZV richtet Leistungswettbewerbe aus und organisiert die Ausbildung gemäß der Islandpferdeprüfung-Ordnung (IPO) oder entsprechend der internationalen Regelwerke der FEIF. Der IPZV gewährleistet Hilfe und Unterstützung bei der mit dem Sport verbundenen Pferdehaltung als Maßnahme zur Förderung des Sports und des Tierschutzes.
Der IPZV bezweckt die Förderung des Reitens in der freien Landschaft zur Erholung im Rahmen des Freizeitbreitensportes und die Unterstützung aller Bemühungen zur Pflege der Landschaft und zur Verhütung von Schäden. Er wirkt bei der Koordinierung aller Maßnahmen zur Verbesserung der Infrastruktur für Pferdesport und Pferdehaltung in Deutschland mit.
(gemäß der Satzung des IPZV vom 12. März 2005)

## Präsidium
- Präsident: Peter Nagel
- Vizepräsident: Alexander Jung
- Schatzmeister: Claudia Temmeyer
- Referent für Freizeit- und Breitensport: Corinna Langer
- Jugendleiterin: Heike Grundei
- Sportleiter: Styrmir Árnarson
- Ausbildungsleiterin: Antje Stratmann
- Referentin für Richten: Marina Müller-von Blumencron
- Zuchtleiter: Horst Gerhold

Dem Präsidium obliegt die operative Führung des Verbandes sowie der laufenden Geschäfte.

## Struktur des IPZV e.V.
Der IPZV-Dachverband hat 12 Landesverbände:
- Islandpferde-, Reiter- und Züchtervereine Berlin-Brandenburg e. V.
- Landesverband der Islandpferde, -Reiter- und Züchtervereine Rheinland-Pfalz-Saar e. V.
- Islandpferde, -Reiter- und Züchterverband Landesverband Bayern
- Islandpferde-, Reiter- und Züchterverband - Landesverband Hessen
- Islandpferde-, Reiter- und Züchterverband (IPZV) Landesverband Baden-Württemberg e. V.
- Landesverband der Islandpferde-, Reiter- und Züchtervereine Westfalen-Lippe e. V.
- Islandpferde-, Reiter- und Züchterverband, Landesverband Schleswig-Holstein & Hamburg e. V.
- Landesverband der Islandpferde-, Reiter und Züchtervereine Mecklenburg-Vorpommern
- Islandpferde-, Reiter- und Züchterverband (IPZV) Landesverband Sachsen
- Landesverband der Islandpferde-, Reiter- und Züchtervereine Rheinland
- Landesverband der Islandpferde-, Reiter und Züchtervereine Hannover-Bremen
- Islandpferde-, Reiter- und Züchterverband, Landesverband Weser-Ems

Mit rund 150 Ortsvereinen und etwa 3.000 weitere Direktmitglieder. Die Größe der Ortsvereine ist ganz unterschiedlich. Die kleinen haben 20 bis 150 Mitglieder, der größte der Ortsvereine, der Islandpferde Zucht- und Sportverein Nord e. V. (IPZV Nord e. V.) hat ca. 3.000 Mitglieder und ist gleichzeitig der größte Reitverein in Deutschland.
Die angeschlossenen Landesverbände bilden den Länder-Rat. Der Länder-Rat nimmt die Interessen der Ortsvereine und Landesverbände im IPZV-Bundesverband wahr und sorgt für die Kommunikation zwischen Präsidium und der Basis der IPZV-Mitglieder. Der Länderrat wirkt an der Festlegung der Verbandsziele mit und trifft Entscheidungen bei zustimmungspflichtigen Angelegenheiten des IPZV-Bundesverbandes.

## Ressorts

### Ressort Freizeit- und Breitensport
Das Ressort Freizeit- und Breitensport ist die Vertretung der Freizeitreiter und Breitensportler der Islandpferdereiterei. Das Ressort kümmert sich in enger Zusammenarbeit mit den Landesverbänden des IPZV, den Vereinen, Höfen und Gestüten und unter der Mitwirkung von möglichst vielen IPZV-Mitgliedern um das Islandpferdereiten als Ausgleichs- und Breitensport. Im Jahr 2007 wurde das Hestadagar-Konzept entwickelt.
Beratendes Gremium der Ressortleitung ist der Fachausschuss Freizeit- und Breitensport, in dem die Landesverbände des IPZV vertreten sind.

### Ressort Sport
Das Sportressort ist zuständig für die Förderung und Organisation des Islandpferdesports. Darunter fallen die Genehmigung von Ausschreibungen und die Vergabe von wichtigen Turnieren wie Deutsche Meisterschaft (DIM) und WM-Qualifikation ebenso wie die Festlegung des Turnierreglements in der Islandpferde-Prüfungsordnung (IPO) oder die Mitarbeit in den sportlichen Gremien nationaler und internationaler Verbände (FN, FEIF usw.).
Beratendes Gremium der Sportleitung ist der Sportausschuss (SpA), in dem neben den Landesverbänden des IPZV auch Aktive und Richter vertreten sind.

### Ressort Zucht
Das Zuchtziel ist der Erhalt der rassetypischen Eigenschaften des Islandpferdes in Exterieur, Charakter und Gangverteilung. In enger Zusammenarbeit mit dem Mutterland der Islandpferde wurde ein internationaler Rassestandard erarbeitet, anhand dessen die Pferde auf isländerspezifischen Zuchtprüfungen beurteilt werden. Größter Wert wird hierbei auf Rittigkeit, Gangverteilung – insbesondere Tölt und Rennpass – sowie Temperament und guten Charakter gelegt. Geprüft werden sowohl importierte als auch auf dem Kontinent gezogene Pferde. Als „Islandpferd“ anerkannt werden nur reingezogene Tiere, deren sämtliche Vorfahren lückenlos auf in Island geborene Vorfahren zurückverfolgt werden können.
Beratendes Gremium der Zuchtleitung ist der Zuchtausschuss (ZA), in dem neben den Landesverbänden des IPZV auch Züchtervertreter einbezogen werden.

### Ressort Richten
Das Ressort „Richten“ nimmt die Belange der Richter im IPZV wahr.

### Ressort Ausbildung
Das Ausbildungsressort erarbeitet die verschiedenen Aus- und Weiterbildungskonzepte für Reiter, Trainer und Richter.